# Ноевір
Стадіон Кобе Сіті Місакі Парк (яп. 神戸市御崎公園球技場), він же Стадіон Ноевір Кобе (яп. ノエビアスタジアム神戸) — футбольний стадіон у парку Місакі, Хего-ку, Кобе, Японія. Стадіон розрахований на 30 132 місць. Цей стадіон, який має розсувний дах, є домашнім майданчиком клубу Ліги J1 «Віссел Кобе» та команди по регбі Лігі 1 «Кобелко Кобе Стілерс».

## Історія
У 1970 році Центральний футбольний стадіон Кобе (яп. 神戸市立中央競技場) було відкрито на місці треку Кобе Кейрін. Це був перший футбольний стадіон у Японії, на якому можна було проводити ігри у вечірній час після встановлення освітлення.

## Чемпіонат світу з футболу 2002
До чемпіонату світу з футболу 2002 року, стадіон було реконструйовано: встановлено знімний дах і збільшено глядацьку місткість. Він був відкритий під назвою «Кобе Вінг» (Kobe Wing Stadium) у листопаді 2001 року з місткістю 42 000 осіб.
| Дата           | Команда 1 | рез. | Команда 2 | Раунд      |
| -------------- | --------- | ---- | --------- | ---------- |
| 5 червня 2002  | Росія     | 2–0  | Туніс     | Група H    |
| 7 червня 2002  | Швеція    | 2–1  | Нігерія   | Група F    |
| 17 червня 2002 | Бразилія  | 2–0  | Бельгія   | 1/8 фіналу |

Відкритий у 2003 році зі зменшеною місткістю до 32 000 глядачів стадіонів «Кобе Вінг» став домівкою футбольного клубу «Віссел Кобе».

## Чемпіонат світу з регбі 2019
Стадіон було оголошено одним із місць проведення Кубку світу з регбі 2019 року, який став першим Кубком світу з регбі який відбувся в Азії. Чотири групові ігри були зіграні на стадіоні в період з кінця вересня до початку жовтня 2019 року.

## Права на найменування
У лютому 2007 року компанія Next Co., Ltd. (власник сайту нерухомості «Home's») придбала права на назву стадіону у міста Кобе на три роки за суму 70 мільйонів єн на рік. 1 березня 2007 року стадіон було перейменовано на «Home's Stadium Kobe», а в січні 2010 року контракт було продовжено ще на три роки.
У 2012 році місто Кобе оголосило тендер на пошук нового спонсора. Єдиним претендентом виявилася косметична компанія Ноевір (Noevir) з Кобе, і в лютому 2013 року міська влада оголосила про укладення трирічного контракту на суму 65 мільйонів єн на рік. З 1 березня 2013 року стадіон став називатися «Ноевір Кобе» («Noevir Stadium Kobe»).